# Mesochorus callidus
Mesochorus callidus là một loài tò vò trong họ Ichneumonidae.